# Black Snake Blues
Black Snake Blues — студійний альбом американського музиканта Кліфтона Шеньє, випущений у 1968 році лейблом Arhoolie.

## Опис
Це третій LP Кліфтона Шеньє і він був записаний під час гастролей по Західному узбережжю, де він виступав на таких майданчиках як «Avalon Ballroom» в Сан-Франциско та «Ashgrove» в Лос-Анджелесі. Запис відбувся 10 жовтня 1967 року на студії Sierra Sound Labatories в Берклі, Каліфорнія. Шеньє співає і грає на акордеоні, йому акомпанють його старший брат Клівленд Шеньє на пральній дошці, гітарист Фелікс Джеймс Бенуа, басист Джо Морріс і ударник Роберт Сент-Джуді.

## Список композицій
1. «Black Snake Blues» (Кліфтон Шеньє) — 4:25
2. «Let's Talk It Over» (Кліфтон Шеньє) — 3:00
3. «Walking to Louisiana» (Кліфтон Шеньє) — 3:55
4. «Things Ain't What They Used to Be» (Кліфтон Шеньє) — 4:20
5. «Wrap It Up» (Кліфтон Шеньє) — 3:05
6. «Monifique» (Кліфтон Шеньє) — 4:30
7. «Johnny Can't Dance» (Кліфтон Шеньє) — 2:20
8. «I Lost My Baby» (рос.) (Кліфтон Шеньє) — 3:25
9. «Can't Go Home No More» (Кліфтон Шеньє) — 3:10
10. «I Got a Little Girl» (Кліфтон Шеньє) — 3:00

## Учасники запису
- Кліфтон Шеньє — вокал, акордеон
- Клівленд Шеньє — пральна дошка [рабборд]
- Фелікс Джеймс Бенуа — гітара
- Джо Морріс — бас-гітара
- Роберт Сент-Джуді — ударні

Технічний персонал
- Кріс Штрахвіц — продюсер, фотографія [обкладинка], текст
- Боб ДеСуса — звукоінженер
- Вейн Поуп — обкладинка